# Paisaje con el descanso durante la huida a Egipto
Paisaje con el descanso durante la huida a Egipto es un cuadro realizado por el pintor francés del Barroco Claudio de Lorena. Mide 113 cm de alto y 156,5 cm de ancho, y está pintado al óleo sobre lienzo. Data de 1661 y se encuentra en el Museo del Hermitage de San Petersburgo con el número de catálogo 1235.

## Historia

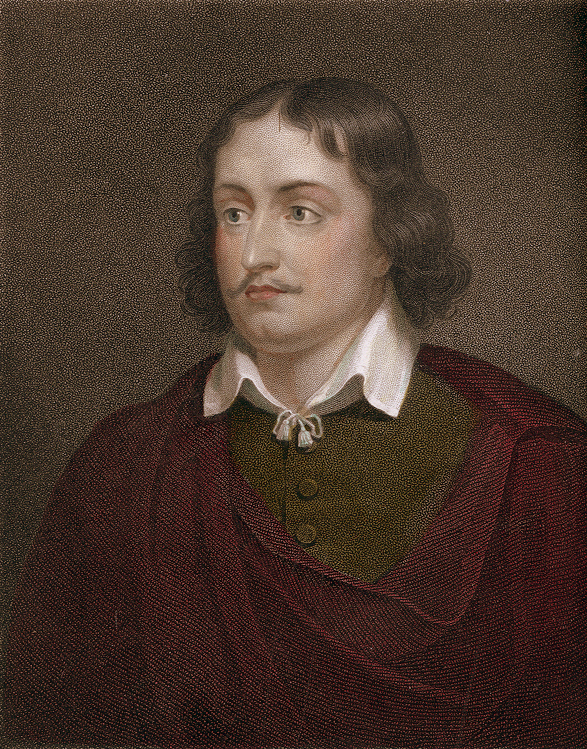
Claudio de Lorena

Claudio de Lorena fue un pintor francés establecido en Italia. Perteneciente al período del arte Barroco, se enmarca en la corriente denominada clasicismo, dentro del cual destacó en la pintura de paisaje. En su obra reflejó un nuevo concepto en la elaboración del paisaje basándose en referentes clásicos —el denominado «paisaje ideal»—, que evidencia una concepción ideal de la naturaleza y del propio mundo interior del artista. Esta forma de tratar el paisaje le otorga un carácter más elaborado e intelectual y se convierte en el principal objeto de la creación del artista, la plasmación de su concepción del mundo, el intérprete de su poesía, que es evocadora de un espacio ideal, perfecto.
Este cuadro fue un encargo de un ciudadano de Amberes, Henri van Halmale. En 1738 pasó a ser propiedad del landgrave Guillermo VIII de Hesse-Kassel. Fue confiscado en 1806 por el general Joseph Lagrange, quien lo regaló a la emperatriz Josefina. En 1814 pasó al zar Alejandro I de Rusia y, posteriormente, al Museo del Hermitage.
Este paisaje formaba pareja (pendant) con Paisaje con Tobías y el Ángel (1663, Museo del Hermitage, San Petersburgo).
El cuadro está firmado bajo la figura de la Virgen: CLAVDIO. IVF. ROM[AE] 1661. Figura en el Liber Veritatis, un cuaderno de dibujos donde Claudio dejaba constancia de todas sus obras para evitar las falsificaciones, con el número 154. Junto a este dibujo hay dos inscripciones: la primera corresponde a este cuadro, «pour Anvers mr h[...]» (Halmale); la segunda, «Audy 6 mars 1675io facto le meme A monr Canse en petit toile», hace alusión a una copia elaborada en 1675 para el funcionario apostólico Francesco Canser, actualmente perdida.

## Descripción

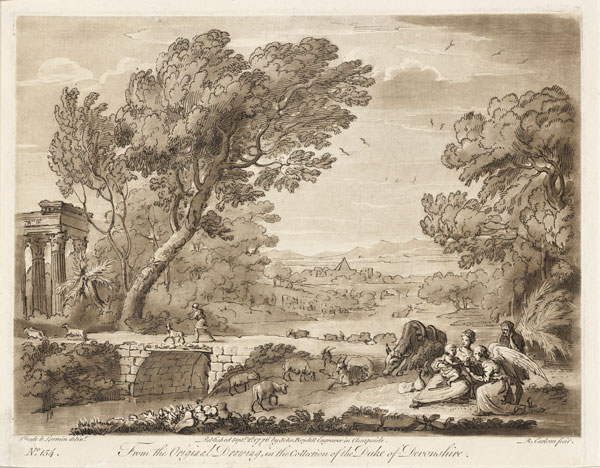
Dibujo 154 del Liber Veritatis de Claudio, correspondiente a este cuadro

Esta obra pertenece al período de madurez del artista. En los años 1660 Claudio abandona la severidad clasicista y se interna en un terreno más personal y subjetivo, reflejando un concepto de la naturaleza que algunos estudiosos califican de romántico avant-la-lettre.
Se trata de una pintura religiosa, que narra un episodio de la infancia de Jesús tomado del evangelio de Mateo (2, 13-15): tras el nacimiento del Mesías un ángel se apareció en sueños a José y le ordenó que huyera a Egipto junto con la Virgen María y el Niño Jesús, pues el rey Herodes lo estaba buscando para matarle —episodio conocido como la matanza de los inocentes—. Tras una estancia en el país del Nilo, una vez muerto muerto ya Herodes pueden regresar. Este tema ha sido tratado con frecuencia en el arte, por artistas como Giotto, Duccio di Buoninsegna, Fra Angelico, Cranach, Durero, Tintoretto, Carpaccio, Gerard David, Patinir, El Greco, Caravaggio, Elsheimer, Rembrandt, Jordaens, Rubens, Poussin, Murillo, etc.

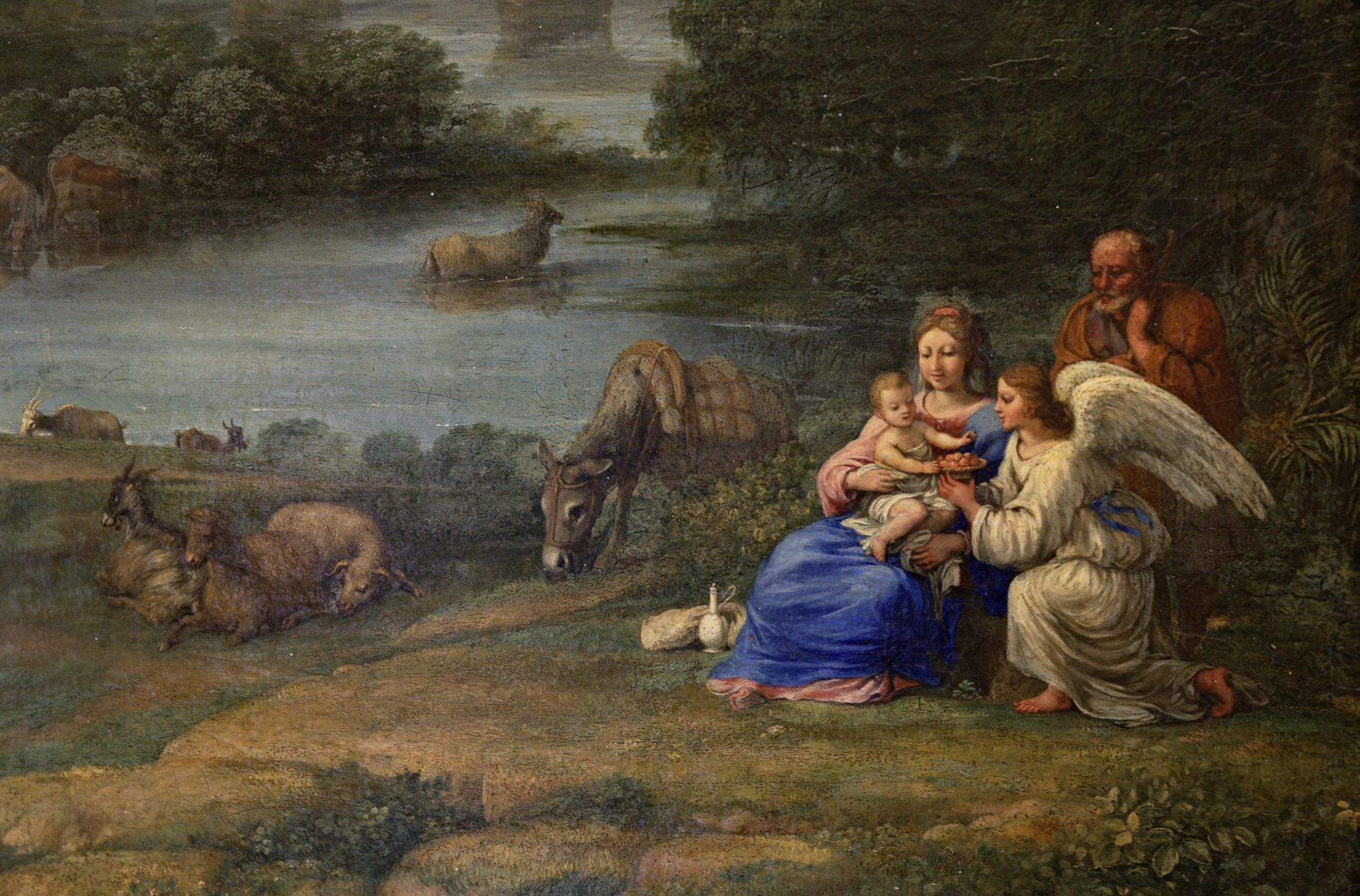
Detalle de la Sagrada Familia con el ángel

El paisaje domina la casi totalidad del lienzo. En primer término, en la parte inferior derecha, se ve a José, la Virgen y el Niño con el ángel que los guía; junto a ellos el burro que los trasporta aparece pastando y, junto a él, varias cabras y ovejas. En la parte central del término inferior hay un puente sobre un río, cruzado por un pastor con un perro. En el lado izquierdo hay unas columnas de orden corintio en ruinas. En un segundo plano, en el centro del cuadro, sigue el curso del río, con un vado por el que cruzan varias reses y, más al fondo, otro puente, tras el que se percibe un paisaje montañoso. En el plano superior se alzan varios árboles de gran altura a izquierda y derecha, y tras ellos un cielo surcado de nubes.
Desde el siglo XVIII este cuadro se ha agrupado tradicionalmente junto a otros tres llamados en conjunto Las cuatro horas del día: la Mañana sería Paisaje con Jacob, Raquel y Lía junto al pozo (1666); el Mediodía correspondería al Paisaje con el descanso durante la huida a Egipto; la Tarde sería el Paisaje con Tobías y el Ángel (1663); y la Noche cuadraría con Paisaje con Jacob luchando con el Ángel (1672), todos ellos en el Museo del Hermitage. Sin embargo, según Doretta Cecchi esta interpretación es errónea, ya que los cuadros en cuestión son dos parejas de pendants (Paisaje con el descanso durante la huida a Egipto y Paisaje con Tobías y el Ángel, y Paisaje con Jacob, Raquel y Lía junto al pozo y Paisaje con Jacob luchando con el Ángel), realizados con varios años de diferencia sin un programa iconográfico común. Por otra parte, es difícil precisar en estos lienzos de Lorena la hora exacta del día y él no dejó indicación alguna.
De esta obra existen tres dibujos preparatorios, conservados en el Museo Boijmans Van Beuningen de Róterdam, en el British Museum de Londres y en la Biblioteca Albertina de Viena. También existe una copia del cuadro elaborada por Ranucci en 1812, que se conserva en la Gemäldesammlung de Maguncia.